# Mănăstirea (okręg Kluż)
Mănăstirea – wieś w Rumunii, w okręgu Kluż, w gminie Mica. W 2011 roku liczyła 708 mieszkańców.